# Bradaš
Bradash en albanais et Bradaš en serbe latin (en serbe cyrillique : Брадаш) est une localité du Kosovo située dans la commune/municipalité de Podujevë/Podujevo, district de Pristina (Kosovo) ou district de Kosovo (Serbie). Selon le recensement kosovar de 2011, elle compte 2 567 habitants.

## Histoire
Les ruines de l'église des Saints-Archanges remontent au Moyen Âge ; mentionnées par l'Académie serbe des sciences et des arts, elles sont inscrites sur la liste des monuments culturels du Kosovo.

## Démographie

### Évolution historique de la population dans la localité
| 1948  | 1953  | 1961  | 1971  | 1981  | 1991  | 2011  |
| ----- | ----- | ----- | ----- | ----- | ----- | ----- |
| 1 126 | 1 262 | 1 389 | 1 654 | 2 216 | 2 463 | 2 567 |

|  |

### Répartition de la population par nationalités (2011)
En 2011, les Albanais représentaient 99,77 % de la population.